# Commission des citoyens pour les droits de l'homme
La Commission des citoyens pour les droits de l'homme (CCDH), homologue dans les pays francophones de la Citizens Commission on Human Rights (créée en 1969), est un organisme créé par l'Église de scientologie et le psychiatre Thomas Szasz. Elle se présente comme ayant pour objectif de lutter contre les « violations des droits de l'homme en psychiatrie » (c'est-à-dire le recours abusif aux psychotropes, à l'électroconvulsivothérapie et aux internements), voire contre la psychiatrie tout entière. Cette organisation soutient que la maladie mentale n'est pas une maladie médicale et que l'utilisation de traitements psychiatriques est destructrice et illicite. Elle lie également la psychiatrie ou les traitements psychiatriques aux tueries dans les écoles, à l'eugénisme et au terrorisme,,.
Cette organisation ne doit pas être confondue avec des instances gouvernementales ou non-gouvernementales de défense des Droits de l'homme possédant des noms fortement ressemblants, telles que la Commission nationale consultative des droits de l'homme ou la Ligue française pour la défense des droits de l'homme et du citoyen.

## Positions
L'association attaque la psychiatrie par le biais de manifestations devant des hôpitaux psychiatriques contre la hausse des internements. D'après la CCDH, ces derniers auraient doublé depuis une dizaine d'années. La CCDH mène également campagne contre les diagnostics considérés frauduleux de la psychiatrie tels que l'hyperactivité ou le trouble des conduites. Elle considère que la psychiatrie constituerait un danger pour la société dans son ensemble en raison de l'expansion de son domaine à l'ensemble des comportements les plus courants tout en conservant des traitements brutaux et destructifs tels que les électrochocs ou la camisole chimique.

## Controverses
La CCDH suit la doctrine de la scientologie disant que les psychiatres sont la première cause du mal dans la société,.
En 1969, dans l'article "le terrorisme d'aujourd'hui" publié dans le journal de scientologie, L. Ron Hubbard écrivait que les psychiatres « kidnappent, torturent et tuent sans la moindre opposition de la police ou action des forces de sécurité occidentale. » Plus loin, Hubbard écrivait « dans la société, il n'y a qu'un remède au crime - se débarrasser des psychiatres ! C'est eux qui le créent. »
En France, d'après la Mission interministérielle de vigilance et de lutte contre les dérives sectaires, l'Église de Scientologie tente de « s'infiltrer dans le dispositif public de santé mentale » par l'intermédiaire de la CCDH et de l'association Éthique et Liberté, lesquelles proposeraient « d'accompagner dans leurs missions » les services de l'État, et se procurent les rapports annuels des Commissions départementales des hospitalisations psychiatriques puis les publient sous la forme d'un document qu'elles feraient passer pour officiel.
Immédiatement après les attentats du 11 septembre 2001, la CCHR a publié une théorie du complot attribuant la responsabilité des attentats à Ayman al-Zawahiri, alléguant qu'en tant que psychiatre personnel d'Oussama Ben Laden (bien qu'il fût en fait chirurgien de formation), il était le principal cerveau derrière les attaques et avait lavé le cerveau de Ben Laden en utilisant la douleur, la drogue et l'hypnose,.
Au Royaume-Uni en 1988, la CCDH a affirmé que le professeur Martin Roth de l'université de Newcastle avait utilisé du LSD sur des patients malades mentaux dans les années 1960. Les déclarations ont été publiées dans le journal Newcastle Times, ont été condamnées par un tribunal anglais imposant de payer de « très importants » dommages pour diffamation à Roth, après que le tribunal a jugé que les déclarations de la CCDH étaient « hautement diffamatoires » et « complètement fausses. »